# شبکه پرسپولیس
شبکه پرسپولیس (انگلیسی: Persepolis TV) یک شبکه اینترنتی است که توسط باشگاه فرهنگی ورزشی پرسپولیس مختص تیم فوتبال ایران فعالیت می‌کند. این کانال در زبان فارسی در دسترس است.
این شبکه در سال ۱۳۹۲ در ماهواره هات‌برد فعالیت می‌کرد.